# John Hancock
John Hancock (23. siječnja 1737. – 8. listopada 1793.), trgovac, državnik i 
istaknuti patriot u američkoj revoluciji. Bio je također predsjednik Drugog kontinentalnog Kongresa, prvi i treći guverner "Commonwealtha Massachusetts". Pamti ga se po velikom i "stiliziranom potpisu" na Deklaraciju o neovisnosti SAD-a, tako da je izraz "John Hancock" postao sinonim u SAD-u za potpis.